# Bogorodsky (huyện của tỉnh Nizhny Novgorod)
Huyện Bogorodsky (tiếng Nga: ? райо́н) là một huyện hành chính tự quản (raion), của Tỉnh Nizhny Novgorod, Nga. Huyện có diện tích 1438 km². Trung tâm của huyện đóng ở Bogorodsk.